# Le Cercueil

Le Cercueil este o comună în departamentul Orne, Franța. În 1 ianuarie 2022 avea o populație de 145 de locuitori.

## Toponimie
Din vechiul sarqueu francez ("sicriu"), prin extensie "cimitir".

## Demografie
Evoluția numărului de locuitori este cunoscută prin recensămintele populației desfășurate în comuna din 1793. Din 2006, populațiile legale ale comunelor sunt publicate anual de INSEE. Recensământul se bazează acum pe o colecție anuală de informații, care acoperă succesiv toate teritoriile municipale pe o perioadă de cinci ani. Pentru municipalitățile cu mai puțin de 10.000 de locuitori, se efectuează o analiză de recensământ a întregii populații la fiecare cinci ani, în timp ce populațiile legale din anii intermediari sunt estimate prin interpolare sau extrapolare. Pentru municipalitate, primul recensământ cuprinzător în cadrul noului sistem a fost realizat în 2006.
În anul 2015, municipalitatea a avut 139 de locuitori, o scădere de 4,14% față de 2010 (Orne: -1,72%, Franța, cu excepția Mayotte: + 2,44%). 